# Reprezentacja Japonii U-17 w piłce nożnej mężczyzn
Reprezentacja Japonii U-17 w piłce nożnej mężczyzn – męska piłkarska reprezentacja Japonii do lat 17. Największymi sukcesami reprezentacji jest zdobycie złota na mistrzostwach Azji w 1994, 2006, 2018 i 2023 roku oraz ćwierćfinał na mistrzostwach świata w 1993 i 2011 roku.

## Mistrzostwa Świata
Japońskiej drużynie dziesięć razy udało się zakwalifikować do MŚ U-17.
| Rok   | Runda                   | M                       | W                       | R                       | P                       | GZ                      | GS                      |
| ----- | ----------------------- | ----------------------- | ----------------------- | ----------------------- | ----------------------- | ----------------------- | ----------------------- |
| 1985  | Nie zakwalifikowała się | Nie zakwalifikowała się | Nie zakwalifikowała się | Nie zakwalifikowała się | Nie zakwalifikowała się | Nie zakwalifikowała się | Nie zakwalifikowała się |
| 1987  | Nie zakwalifikowała się | Nie zakwalifikowała się | Nie zakwalifikowała się | Nie zakwalifikowała się | Nie zakwalifikowała się | Nie zakwalifikowała się | Nie zakwalifikowała się |
| 1989  | Nie zakwalifikowała się | Nie zakwalifikowała się | Nie zakwalifikowała się | Nie zakwalifikowała się | Nie zakwalifikowała się | Nie zakwalifikowała się | Nie zakwalifikowała się |
| 1991  | Nie uczestniczyła       | Nie uczestniczyła       | Nie uczestniczyła       | Nie uczestniczyła       | Nie uczestniczyła       | Nie uczestniczyła       | Nie uczestniczyła       |
| 1993  | Ćwierćfinał             | 4                       | 1                       | 1                       | 2                       | 3                       | 4                       |
| 1995  | Faza grupowa            | 3                       | 1                       | 1                       | 1                       | 2                       | 2                       |
| 1997  | Nie zakwalifikowała się | Nie zakwalifikowała się | Nie zakwalifikowała się | Nie zakwalifikowała się | Nie zakwalifikowała się | Nie zakwalifikowała się | Nie zakwalifikowała się |
| 1999  | Nie zakwalifikowała się | Nie zakwalifikowała się | Nie zakwalifikowała się | Nie zakwalifikowała się | Nie zakwalifikowała się | Nie zakwalifikowała się | Nie zakwalifikowała się |
| 2001  | Faza grupowa            | 3                       | 1                       | 0                       | 2                       | 2                       | 9                       |
| 2003  | Nie zakwalifikowała się | Nie zakwalifikowała się | Nie zakwalifikowała się | Nie zakwalifikowała się | Nie zakwalifikowała się | Nie zakwalifikowała się | Nie zakwalifikowała się |
| 2005  | Nie zakwalifikowała się | Nie zakwalifikowała się | Nie zakwalifikowała się | Nie zakwalifikowała się | Nie zakwalifikowała się | Nie zakwalifikowała się | Nie zakwalifikowała się |
| 2007  | Faza grupowa            | 3                       | 1                       | 0                       | 2                       | 4                       | 6                       |
| 2009  | Faza grupowa            | 3                       | 0                       | 0                       | 3                       | 5                       | 9                       |
| 2011  | Ćwierćfinał             | 5                       | 3                       | 1                       | 1                       | 13                      | 5                       |
| 2013  | 1/8 finału              | 4                       | 3                       | 0                       | 1                       | 7                       | 4                       |
| 2015  | Nie zakwalifikowała się | Nie zakwalifikowała się | Nie zakwalifikowała się | Nie zakwalifikowała się | Nie zakwalifikowała się | Nie zakwalifikowała się | Nie zakwalifikowała się |
| 2017  | 1/8 finału              | 4                       | 1                       | 2                       | 1                       | 8                       | 4                       |
| 2019  | 1/8 finału              | 4                       | 2                       | 1                       | 1                       | 4                       | 2                       |
| 2023  | 1/8 finału              | 4                       | 2                       | 0                       | 2                       | 5                       | 5                       |
| Razem | 10/19                   | 9                       | 5                       | 1                       | 3                       | 13                      | 10                      |

## Mistrzostwa Azji
Japońskiej drużynie szesnaście razy udało się zakwalifikować do PA U-17.
| Rok   | Runda                   | M                       | W                       | R                       | P                       | GZ                      | GS                      |
| ----- | ----------------------- | ----------------------- | ----------------------- | ----------------------- | ----------------------- | ----------------------- | ----------------------- |
| 1985  | Faza grupowa            | 1                       | 0                       | 0                       | 1                       | 0                       | 3                       |
| 1986  | Nie zakwalifikowała się | Nie zakwalifikowała się | Nie zakwalifikowała się | Nie zakwalifikowała się | Nie zakwalifikowała się | Nie zakwalifikowała się | Nie zakwalifikowała się |
| 1988  | Faza grupowa            | 4                       | 1                       | 1                       | 2                       | 4                       | 8                       |
| 1990  | Nie uczestniczyła       | Nie uczestniczyła       | Nie uczestniczyła       | Nie uczestniczyła       | Nie uczestniczyła       | Nie uczestniczyła       | Nie uczestniczyła       |
| 1992  | Nie zakwalifikowała się | Nie zakwalifikowała się | Nie zakwalifikowała się | Nie zakwalifikowała się | Nie zakwalifikowała się | Nie zakwalifikowała się | Nie zakwalifikowała się |
| 1994  | I miejsce               | 6                       | 4                       | 0                       | 2                       | 13                      | 9                       |
| 1996  | IV miejsce              | 6                       | 3                       | 2                       | 1                       | 13                      | 7                       |
| 1998  | Faza grupowa            | 4                       | 2                       | 1                       | 1                       | 8                       | 6                       |
| 2000  | III miejsc              | 6                       | 5                       | 0                       | 1                       | 20                      | 6                       |
| 2002  | Faza grupowa            | 3                       | 1                       | 0                       | 2                       | 3                       | 5                       |
| 2004  | Faza grupowa            | 3                       | 1                       | 1                       | 1                       | 4                       | 3                       |
| 2006  | I miejsce               | 6                       | 4                       | 2                       | 0                       | 17                      | 6                       |
| 2008  | Półfinał                | 5                       | 4                       | 0                       | 1                       | 16                      | 4                       |
| 2010  | Półfinał                | 5                       | 3                       | 1                       | 1                       | 11                      | 3                       |
| 2012  | II miejsce              | 6                       | 4                       | 1                       | 1                       | 14                      | 6                       |
| 2014  | Ćwierćfinał             | 4                       | 2                       | 0                       | 2                       | 7                       | 6                       |
| 2016  | Półfinał                | 5                       | 4                       | 0                       | 1                       | 24                      | 4                       |
| 2018  | I miejsce               | 6                       | 5                       | 1                       | 0                       | 13                      | 4                       |
| 2023  | I miejsce               | 6                       | 5                       | 1                       | 0                       | 22                      | 6                       |
| Razem | 16/19                   | 46                      | 19                      | 9                       | 18                      | 74                      | 93                      |

## Aktualny skład
Aktualny skład drużyny można przeglądać na stronie transfermarkt.pl.